# مسجد عباس قلي
مسجد عباس قلي هو مسجد تاريخي يعود إلى عصر القاجاريون، ويقع في زنجان.